# Etilmetilsilano
Etilmetilsilano é o composto orgânico de fórmula C3H10Si e massa molecular 74,19734. É classificado com o número CAS 18230-82-5.